# Fargesia semicoriacea
Fargesia semicoriacea är en gräsart som beskrevs av Tong Pei Yi. Fargesia semicoriacea ingår i släktet bergbambusläktet, och familjen gräs. Inga underarter finns listade i Catalogue of Life.